# Kjeld Abell-prisen
Kjeld Abell-prisen er en pris, der uddeles hvert andet eller tredje år til en person, der har gjort en indsats inden for (dansk) teater- eller film. 
Prisen uddeles af Det Danske Akademi, der bestyrer Kjeld Abells Mindefond, som blev oprettet efter Abells død i 1961. Med prisen følger et beløb på 50.000 kr.

## Modtagere
- 1976: Jess Ørnsbo
- 1978: Inger Christensen
- 1980: Eugenio Barba
- 1982: Finn Methling
- 1983: Jørgen Leth
- 1985: Ulla Ryum
- 1987: Astrid Saalbach
- 1989: Kirsten Dehlholm
- 1991: Ernst Bruun Olsen
- 1993: Lars von Trier og Niels Vørsel
- 1995: Jens Kistrup
- 1997: Morti Vizki
- 2000: Peter Asmussen
- 2003: Nullo Facchini
- 2005: Claus Beck-Nielsen
- 2007: Jokum Rohde
- 2009: Line Knutzon
- 2011: Nikoline Werdelin
- 2015: Andreas Garfield